# Айдарбеков, Иманалы
Иманалы Айдарбеков (кирг. Иманалы Айдарбеков; 1884, с. Арчалы, Пишпекский уезд, Семиреченская область, Российская империя — 5 ноября 1938, Фрунзе, Киргизская ССР, СССР) — советский партийный и государственный деятель, председатель Кара-Киргизского революционного комитета (1924—1925), председатель Главного Суда Киргизской АССР (1927—1929).

## Биография
Родился в 1884 году в семье дехканина-бедняка. В 1917 г. — член партии левых эсеров. Член РКП(б) с 1918 г. Проходил обучение в Пишпекской сельскохозяйственной школе садоводства и в Ташкентской гидротехнической школе (не окончил).
В 1918 г. — секретарь «аульного общества». С 1918 — в органах ЧК, различных уездных исполкомах и ревкомах. Делегат Учредительного съезда Советов Горной области. Входил в ядро единомышленников, активно выступая в поддержку Абдыкерима Сыдыкова.
- 1920—1921 гг. — председатель Пишпекского уездного революционного комитета,
- 1920 и 1922—1923 гг. — председатель исполнительного комитета Пишпекского уездного городского Совета,
- 1923 г. — член президиума исполнительного комитета Джетысуйского областного Совета,
- 1923—1924 гг. — заведующий Джети-суйским областным земельным отделом,
- 1924 г. — председатель исполнительного комитета Джетысуйского областного Совета,
- 1924—1925 гг. — председатель Кара-Киргизского революционного комитета.

В марте 1925 г. при избрании первого состава исполнительного комитета Киргизской автономной области в его состав не были включены А. Сыдыков и его соратники, в том числе и И. Айдарбеков. В апреле 1925 г. был назначен полномочным представителем Киргизской автономной области в Средней Азии. г. Ташкент. В июле 1925 г. исполнительное бюро приняло решение «в интересах обеспечения спокойствия парторганизации срочно откомандировать Айдарбекова и Садыкова в распоряжение Средне-Азиатского бюро ЦК ВКП(б)». В 1925 г. ему был объявлен строгий выговор с предупреждением за участие в т. н. «группе 30-ти», сторонников Ю.Абдрахманова, выступивших против действующего руководства областью. Являлся полномочным представителем Киргизской автономной области при ВЦИК.
- 1925—1927 гг. — член правления «Средазхлеба», член правления Киргизского сельскохозяйственного банка,
- 1927 г. — председатель Центрального Совета Народного Хозяйства Киргизской АССР
- 1927—1929 гг. — председатель Главного Суда Киргизской АССР.

С 1929 года — народный комиссар лёгкой промышленности Киргизской АССР, народный комиссар торговли Киргизской АССР.
16 августа 1935 года Киргизской областной Контрольной Комиссией ВКП(б) исключен из партии как «националист, двурушник, не разоблачивший себя и не отказавшийся от абдрахмановщины».
Арестован 4 сентября 1937 года. Предъявлены обвинения в принадлежности к Социал-Туранской партии, в организации групповой борьбы в период образования Горной области. В ноябре 1938 года расстрелян во дворе Фрунзенской городской тюрьмы. Реабилитирован в 1958 году.
Внук Чингиз Айдарбеков — дипломат, с 2018 по 2020 год — министр иностранных дел Киргизской Республики.

## Примечание
1. ↑  АЙДАРБЕКОВ Иманалы | ЦентрАзия. centrasia.org. Дата обращения: 14 августа 2023. Архивировано 25 августа 2018 года.